# Laserdisc

Inoffizielles Laserdisc-Logo, nur von der Firma Pioneer auf ihren Geräten und LD-Publikationen benutzt

Die Laserdisc (LD), auch Laservisiondisc genannt, ist ein optisches Speichermedium für Videos im Heimgebrauch. Wegen ihrer hohen Qualität wurden LDs auch im professionellen Bereich eingesetzt. Die Abtastung erfolgt berührungslos durch einen Laser. Im Gegensatz zu Tonbändern, Schallplatten, Videobändern und anderen Bildplatten-Techniken gibt es daher mechanisch keine Abnutzung. Das Videosignal wurde im Gegensatz zur Video-CD und DVD analog aufgezeichnet. Dasselbe galt in der Anfangszeit der Laserdisc auch für das Audiosignal, 1987 wurde jedoch neben der analogen Stereo-Audiospur eine digitale eingeführt. Es wurde auch mit digitalen Tonspuren wie zum Beispiel Dolby Digital 5.1 oder DTS experimentiert. Kapitel und Features konnten wie bei der DVD direkt angewählt werden. Mit 30 cm Durchmesser hatte die Laserdisc eine im Vergleich zu anderen optischen Medien durchaus beachtliche Größe. Dieser Durchmesser ist identisch mit dem einer Langspielplatte. Um die Jahrtausendwende wurde sie von der DVD nahezu völlig verdrängt und hat heute nur noch in Sammlerkreisen Bedeutung.

## Geschichte der Laserdisc

### DiscoVision
Das erste System, welches einen Laserstrahl zum Abtasten von Bildinformationen nutzte, wurde von MCA im Jahre 1971 entwickelt und 1972 unter dem Namen DiscoVision der Öffentlichkeit präsentiert. Es gelangte allerdings erst im Jahre 1978 zur Marktreife und wurde im amerikanischen Markt eingeführt.
Aufgrund von Produktionsfehlern bei der Reflexionsschicht der Bildplatten, die zu einem raschen Auftreten von „laser rot“ führten (engl. „rot“ = „Fäulnis“), wurden von MCA und Sony umfangreiche Rückrufaktionen durchgeführt. Noch heute erhaltene doppelseitige DiscoVision-Bildplatten sind daher in der Regel von „laser rot“ befallen und nur mit Bildstörungen oder gar nicht mehr abspielbar. Sie gelten daher eher als Sammlerstücke. Einseitige DiscoVision-Bildplatten sind nicht betroffen.

### LaserVision
Parallel wurde von Philips ein System entwickelt und unter dem Namen LaserVision veröffentlicht, das in Europa und den USA angeboten wurde. Die ersten LaserVision-Player wurden am 26. Mai 1982 in den Handel gebracht. In Deutschland wurde das System mit weiterentwickelten Abspielgeräten einige Zeit später eingeführt.
Mit einem Helium-Neon-Laser wurden die analog abgespeicherten, unkomprimiert vorliegenden Bild- und Toninformationen abgetastet, wobei die Toninformationen in HiFi-Stereoton vorlagen und von den Bildinformationen getrennt gespeichert waren.
Während sich das Format in Europa im privaten Markt nicht durchsetzen konnte, war es wegen seiner hohen Qualität in 2 % (1998) der US-Haushalte und 10 % (1999) der Haushalte in Japan anzutreffen. Die LD war das erste Medium mit exklusiven Spezialeditionen, die Extras wie Audiokommentare, Trailer und Hintergrundberichte beinhalteten. Oft wurden die Filmemacher für die LD-Editionen befragt oder fertigten neue Transfers an. Diese Basis etablierte eine Industrie, die heute der Blu-ray und der DVD zu ihren Erfolgen verhilft.

Ein Laserdiscplayer mit eingelegter LD (Pioneer CLD-D925, 1998)

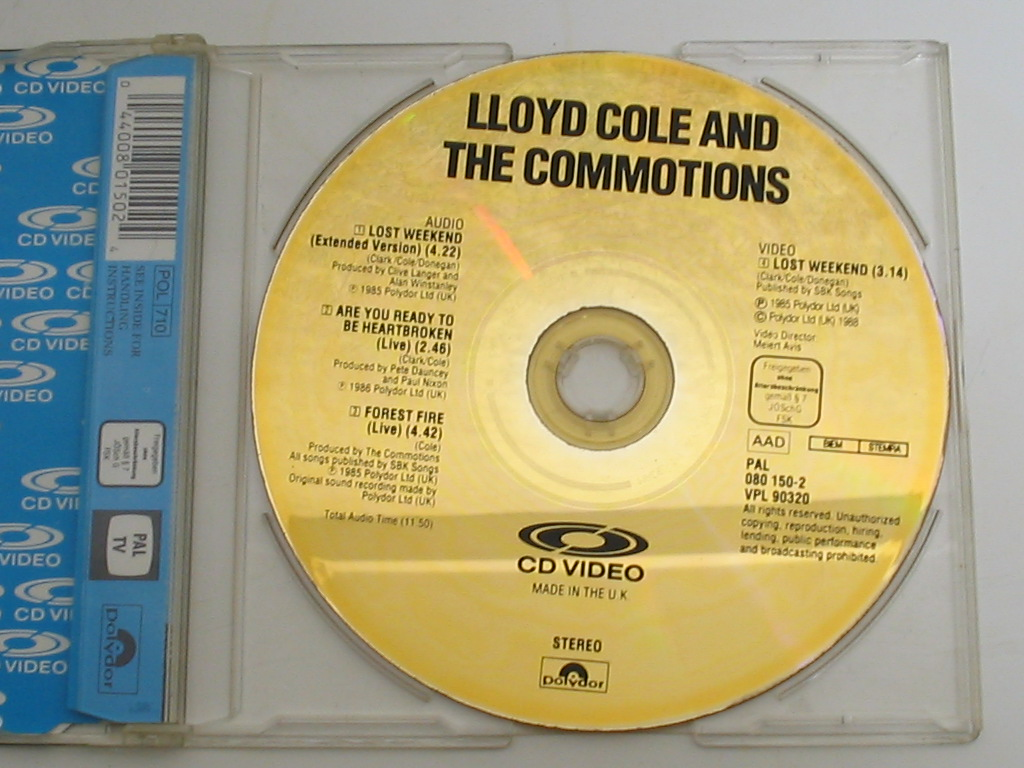
Eine 12-cm-Laserdisc, auch CD-Video genannt (CD-Größe)

### LaserVision interaktiv
Anders als im privaten Bereich entwickelte sich die Bildplatte für kommerzielle Anwendungen. Grundlage dieser Entwicklung waren interaktive Steuerungen (z. B. Teleselect, ILDIS), die die Möglichkeiten des Einzelbildzugriffs in Verbindung mit einem Computer oder einer Datenbank nutzten. Pilotprojekte waren die „Berufsbilder“ der Bundesanstalt für Arbeit und „Der Landkreis Celle“. Ein weiterer Einsatzbereich war die Aus- und Weiterbildung. Die Bedeutung solcher Projekte lag vor allem darin, dass damit zukünftige Anwendungen im Bereich der Breitbandkommunikation vorweggenommen und erprobt werden konnten. Am deutlichsten wurde dies im Projekt MEDKOM, wo ein Bildplattenwechsler als zentrales Speichermedium eingesetzt wurde.

### LaserDisc
Pioneer entwickelte das LaserVision-System weiter und stellte 1986 das Nachfolgesystem LaserDisc vor, welches im NTSC-Format zusätzlich zu den beiden analogen zwei digitale Tonspuren mit 44,1 kHz enthielt. Im PAL-System fielen die analogen Spuren zugunsten der digitalen weg; für alle vier war hier keine Bandbreite vorhanden.
Im Jahr 1992 wurde „Dolby Digital Surround“ mit 5.1 oder 6.1 EX beim LaserDisc-System eingeführt. Dabei lagen die Toninformationen auf einer der beiden normalerweise analog genutzten Tonspuren als moduliertes HF-Signal vor, das mithilfe eines in aller Regel externen Demodulators in ein Basisband-Signal umgewandelt werden musste, bevor es via S/PDIF an den Verstärker weitergeleitet werden konnte. Einige meist hochpreisige AV-Receiver hatten den Demodulator seinerzeit noch integriert und boten entsprechend einen RF-AC3-Eingang an, etwa der Denon AVC-3800: Entgegen der oft – selbst in Fachliteratur – irreführenden Ausführungen ist das frequenzmodulierte HF-Signal sowohl auf der LaserDisc in seiner Natur digital, wenn auch am RF-Ausgang als moduliertes Breitband-Signal vorliegend. Wäre dies nicht der Fall, wäre eine verlustfreie Rekonstruktion der AC3-Frames nicht möglich.
„Dolby Digital Surround“ war aufgrund der benötigten „analogen“ Tonspur nur bei Bildplatten möglich, die im NTSC-Format aufgezeichnet waren. Die zweite „analoge“ Tonspur enthielt oft eine spanische oder französische Sprachfassung in Mono oder einen Kommentar des Regisseurs.
Im Jahr 1995 wurde auf der digitalen Tonspur „dts Digital Surround“ eingeführt. LaserDiscs und CDs erlauben eine Datenrate von 1235 kbit/s, DVDs eine Datenrate von 754,5 oder 1509,75 kbit/s. Der „dts Digital Surround“-Ton ist sowohl bei LaserDiscs im PAL- als auch bei NTSC-Format verfügbar. Technische Voraussetzung für das Nutzen von DTS-Ton ist ein digitaler Tonausgang am Abspielgerät. Da der Ton von DTS-LaserDiscs in PAL nur mit einem DTS-Dekoder abgehört werden konnte und DTS noch nicht weit verbreitet war, sind LDs mit DTS in PAL selten. Bei solchen in NTSC wurde daher meist zusätzlich eine Abmischung in Dolby Surround auf den analogen Spuren untergebracht.
Im Jahr 1996 wurde mit dem Film „Mikrokosmos“ als Kodierungsverfahren PALplus eingeführt.
In den späten 1990er Jahren brachte Pioneer einige LD-/VCD-/CD-/DVD-Player auf dem Markt. Es waren die einzigen Player, die DVDs und LaserDiscs abspielen konnten. Das letzte Modell, das in Deutschland angeboten wurde, war der Pioneer DVL-919E. Der Preis lag damals bei rund 2800 DM.

## Technik
Im Gegensatz zur Video-CD (VCD) oder DVD wird das Videobild auf der LD analog gespeichert. Beim Mastering wird das Videosignal moduliert und an den Nulldurchgängen des Signals abwechselnd als „Vertiefung“ und „Nicht-Vertiefung“ gepresst. In einem LD-Spieler folgt ein PLL-Synthesizer diesen Vertiefungen und regeneriert daraus das ursprüngliche Signal. Fehlererkennung und -korrektur sind prinzipbedingt nicht möglich.
Die Bildqualität wird trotz der Beschränkungen durch das PAL- beziehungsweise NTSC-Farbsystem als ausgezeichnet beurteilt.
LDs gibt es in den drei Größen 30 cm (LP), 20 cm (EP) und 12 cm. Die beiden großen Formate können beidseitig bespielt sein.
Für Aufzeichnung gibt es unterschiedliche Prinzipien zur Steuerung der Umdrehungsgeschwindigkeit: CAV oder CLV.
- CAV (Constant Angular Velocity)

erlaubt Zeitlupe und Standbild in optimaler Qualität, die Spielzeit ist jedoch auf 30 min (NTSC) oder 36 min (PAL) je Seite beschränkt. CAV Disks rotieren immer mit 1500/min (PAL) oder 1800/min (NTSC). Um Spielfilme auf dem beidseitig abspielbaren Medium unterzubringen, wurde das CLV-Verfahren entwickelt.
- CLV (Constant Linear Velocity oder auch Extended Play genannt)

erlaubt bei gleicher Qualität 60 min (NTSC) oder 64 min (PAL) pro Seite. Hier rotieren die Disks zunächst auch sehr schnell, werden aber im Laufe des Films langsamer, da, wenn der Lesekopf zum äußeren Durchmesser hin gewandert ist, bis zu drei Bilder pro Umdrehung gespeichert sind. Bei CLV sind Zeitlupe und Zeitraffer nur bei Playern mit „digital frame store“ (wie beispielsweise beim Pioneer DVL-909 oder -919) möglich.
Die 12-cm-Version wird häufig als CD-Video bezeichnet, hat aber nichts mit dem DVD-Vorläufer Video-CD zu tun. Es können 6 min Bild und Ton und weitere 20 min nur Ton aufgezeichnet werden. Ein zusätzlicher Nur-Ton-Anteil kann von jedem CD-Spieler wiedergegeben werden. Die reguläre Videospur ist jedoch völlig inkompatibel zu CD- oder DVD-Formaten und kann von entsprechenden Laufwerken nicht gelesen werden.

### Audioverfahren auf der Laserdisc

Eine Laserdisc (Doktor Schiwago)

In Deutschland wurden bis 1985 nur Laserdiscs mit analogem Ton veröffentlicht. Sie verfügten über zwei Tonspuren für die Wiedergabe in Stereo oder Zweikanalton sowie – bei entsprechender Kodierung des Tonsignals – in Dolby Surround Pro Logic.
1986 kamen die ersten Platten mit digitalem Ton (16-bit, 44,1 kHz – entsprechend der Audio-CD) auf den Markt. Dabei handelte es sich um zwei zusätzliche Tonspuren für Stereo- oder Dolby Surround Pro Logic-Wiedergabe, die im Fall von PAL-LaserDiscs die analogen Tonspuren ersetzten, im Fall von NTSC-LaserDiscs aber parallel zu den beiden Analogtonspuren angeordnet wurden. Jede NTSC-LaserDisc mit digitalem Ton enthält also gleichzeitig auch die analogen Tonspuren. Die meisten Player erlaubten es dem Benutzer, jederzeit im Film zwischen analogem und digitalem Ton umzuschalten – wichtig für Laserdiscs, die z. B. den eigentlichen Filmton auf den beiden Digitalspuren hatten, während als Bonusmaterial Kommentare des Regisseurs zu den einzelnen Szenen auf die Analogtonspuren abgelegt wurden; darüber hinaus waren die Analogspuren eher komprimiert abgemischt, während die Digitalspuren bewusst mit maximaler Dynamik aufgenommen wurden – hier konnte man also nach persönlichem Geschmack auswählen. Auch zweisprachige Versionen von Laserdiscs waren damit theoretisch möglich, allerdings wurde von dieser Möglichkeit so gut wie nie Gebrauch gemacht. Unter Benutzung aller vier Tonspuren (zwei analoge, zwei digitale) wären sogar drei- oder viersprachige LaserDiscs möglich gewesen, in diesem Fall allerdings nur mit Ton in mono, bzw. einmal stereo und zweimal mono im Fall einer dreisprachigen LD.
Darüber hinaus erlaubte das Format auch die Verwendung von DTS und Dolby Digital (auch als AC-3 bezeichnet). Die Datenrate von DTS ist dabei auf fullrate DTS festgelegt (1536 kbit/s), während bei der Normierung der DVD auch eine neue halfrate DTS von 768 kbit/s eingeführt wurde, um Platz zu sparen. Bei Dolby Digital ist die maximale Bitrate geringer als auf DVDs (384 kbit/s zu 448 kbit/s). Eine Dolby-Digital-Tonspur ist nur auf Laserdiscs möglich, die der NTSC-Fernsehnorm entsprechen. Hierzu wurde der Dolby-Digital-codierte Ton auf das RF-Signal des linken Analogkanals auf der NTSC-Laserdisc aufmoduliert (bei NTSC-Laserdiscs konnten wegen der geringeren Videobandbreite neben dem Digitalton zwei analoge Audiokanäle erhalten bleiben). Um das Signal in ein Standarddigitalsignal umzuwandeln, wird zur Decodierung ein AC3-RF-Ausgang am LD-Spieler und ein AC3-RF-Eingang am Verstärker benötigt. Da diese Eingänge nur in den sehr teuren Spitzenklassegeräten eingebaut waren, gab (und gibt) es spezielle AC3-RF-Demodulatoren zu kaufen, die diese Wandlung (AC-3 RF auf AC-3 S/PDIF) erledigen. Hierzu wird der AC3-RF-Ausgang des Laserdiscplayers am RF-Eingang des Demodulators angeschlossen. Der Demodulator wird wiederum per Digitalkabel (Koaxial oder TOSLINK) an den Verstärker angeschlossen. Bekannte Hersteller dieser Geräte waren Yamaha, Kenwood, Sony und Pioneer, heute gibt es sie nur noch von Kleinserienherstellern wie BDE Elektronik. Teilweise gab es auch externe Dolby-Digital-Decoder (wie zum Beispiel den Yamaha DDP-1 oder DDP-2) mit eingebautem RF-Signal-Wandler. Diese Geräte mit (für damalige Zeiten) weitaus besseren AC3-Decodern wurden auch genutzt, wenn der im Verstärker eingebaute Decoder qualitativ minderwertig war oder schlichtweg nur Dolby Surround vorhanden war.
Kurzzeitig gab es auch Versuche, Laserdiscs mit Dolby-Digital-Ton in Deutschland einzuführen. Hierzu wurden NTSC-Laserdiscs mit deutschem Ton gepresst. Das war technisch möglich, da viele der damaligen Player sowohl ein PAL-, als auch ein NTSC-Signal ausgeben konnten. Durchgesetzt hat sich das Format allerdings nicht – in Deutschland sind gerade einmal zwei Laserdiscs mit AC3-Ton erschienen (True Lies und The Long Kiss Goodnight).
Die einzige deutsche Laserdisc mit DTS-Tonspur war Schlafes Bruder, die daneben auch eine von drei deutschen LDs mit anamorpher Bildaufzeichnung war.

### Qualität im Vergleich zu VHS und DVD
Auflösung
- Alle vier nachfolgend genannten Formate bieten im PAL-Format 576 sichtbare horizontale Zeilen (bei NTSC 480 Zeilen).
- Die Videofrequenzbandbreite von 3 MHz bei VHS ermöglicht jedoch nur etwa 240 Hell-Dunkel-Wechsel pro Bildzeile. Das führt zu einem Bild mit dem ungewöhnlichen Auflösungsverhältnis von etwa 320 × 576.
- Bei Super-VHS (S-VHS) wurde die Auflösung auf 533 × 576 (PAL) erhöht.
- Für VHS und S-VHS muss allerdings bedacht werden, dass die genaue horizontale Position (Phasenlage) der möglichen Hell-Dunkel-Wechsel beliebig ist, da es sich um analoge Aufzeichnungsformate handelt. Das führt zu einer besseren Darstellung, als die alleinige Angabe der Auflösung vermuten lassen könnte.
- LD: durch das verwendete Übertragungsformat (PAL/NTSC) auf 640 × 576 Pixel (PAL) beschränkt
- DVD: durch genormte Pixelzahlen (orientiert am Fernsehstandard) auf 720 × 576 Pixel (PAL) beschränkt

Bildfehler
- VHS: zunehmend durch Abnutzung, Drop-Outs, Farbflirren bei satten Blau- oder Rottönen
- LD: Großflächenflimmern und „laser rot“ (Zersetzung der Reflexionsschicht nach ca. 10–20 Jahren durch Fehler beim Herstellungsprozess bei vielen Laserdiscs aus einigen Fabriken)
- DVD: Digitale Kompressionsartefakte. Diese zeigen sich oft bei schnellen Kameraschwenks, Aufnahmen mit extrem großer Detaillierung oder sehr weichen Verläufen (Quantisierungsstufen).

Ton
- VHS: Analog, Mono (Längsspur) beziehungsweise HiFi-Stereo (auf der Schrägspur)
- LD: Digital, PCM, 2–4 Kanäle, alternativ Mehrkanalton
- DVD: Digital, PCM oder komprimiert, 1–7 Kanäle, mehrere Tonspuren

## Der Kult um die Laserdisc

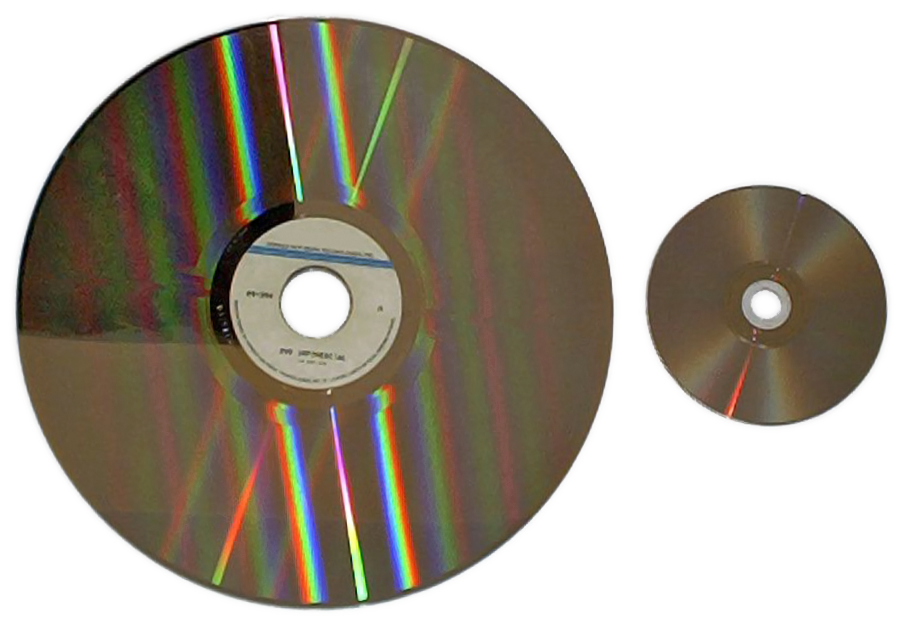
Größenvergleich einer Laserdisc (links) mit einer DVD (rechts)

Die Laserdisc wurde zur Zeit ihrer Herstellung überwiegend von High-End-Usern benutzt. Das hatte verschiedene Gründe: Für High-End-User stand die der VHS-Kassette überlegene Bildqualität sowie der ausgezeichnete Ton im Vordergrund. In Deutschland trugen vor allem die Firmen Laser Paradise und Astro zur Verbreitung des Mediums bei. Beide Firmen pressten überwiegend Horror- und Splatterfilme auf das Medium, wie etwa Dawn of the Dead oder auch Tanz der Teufel.
Da die Laserdisc niemals Massenmedium war, gab es sie überwiegend nur in großen Metropolen in den Fachabteilungen der Elektromärkte zu kaufen. Einige wenige engagierte Versandhändler wie beispielsweise „Frankfurt Laserdiscs“ boten sie auch überregional an und sorgten so für eine größere Verbreitung.
Ein weiterer Anbieter war die Berliner Firma Laser-Eye-Land, die mit Eigenimporten aus Japan, USA, Hongkong und Singapur versuchte, die Verbreitung voranzubringen. Dort wurden auch spezielle „Uncut“-Versionen bekannter Action- und Horrorfilme vertrieben, die auf deutschen Laserdiscs und VHS-Kassetten oft nicht zu erwerben waren.
Die Laserdisc unterschied sich von der VHS-Kassette neben dem Ton und der Bildqualität vor allem in puncto Zusatzmaterial: Auf Laserdisc gab es ausführliches Bonusmaterial wie ein Making of, Interviews, Audiokommentare, entfallene Szenen und oft auch kleine Zeitschriften oder andere Gimmicks. Daran liegt es wohl auch, dass sich immer noch viele alte (und auch neue) Fans um die Laserdisc scharen, sie weiterhin sammeln oder ihre Sammlung komplettieren. Derart aufwendig gestaltete Laserdiscs wurden meist als Box in einer speziellen Sammlerversion veröffentlicht, die allerdings auch recht teuer war. Als 1999 die letzte deutsche Laserdisc gepresst wurde, waren viele Firmen schon auf die aufstrebende DVD umgestiegen. Die Laserdisc wurde erst in ihrer letzten Zeit durch den massiven Preisverfall dem „normalen Konsumenten“ zugänglich und so erinnern sich nun viele an das damalige Interesse für die LD.
Interessant für Neueinsteiger ist die Laserdisc heute durch das „abgeschlossene“ Sammelgebiet. Es gibt nur eine überschaubare Anzahl von Titeln, zum Beispiel etwa 1200 deutsche oder circa 140 NTSC-Titel mit DTS-Ton oder 23 in Widescreen (16:9 oder „Squeeze“) oder 54 Veröffentlichungen von Astro Records and Filmworks.

## Verschiedenes

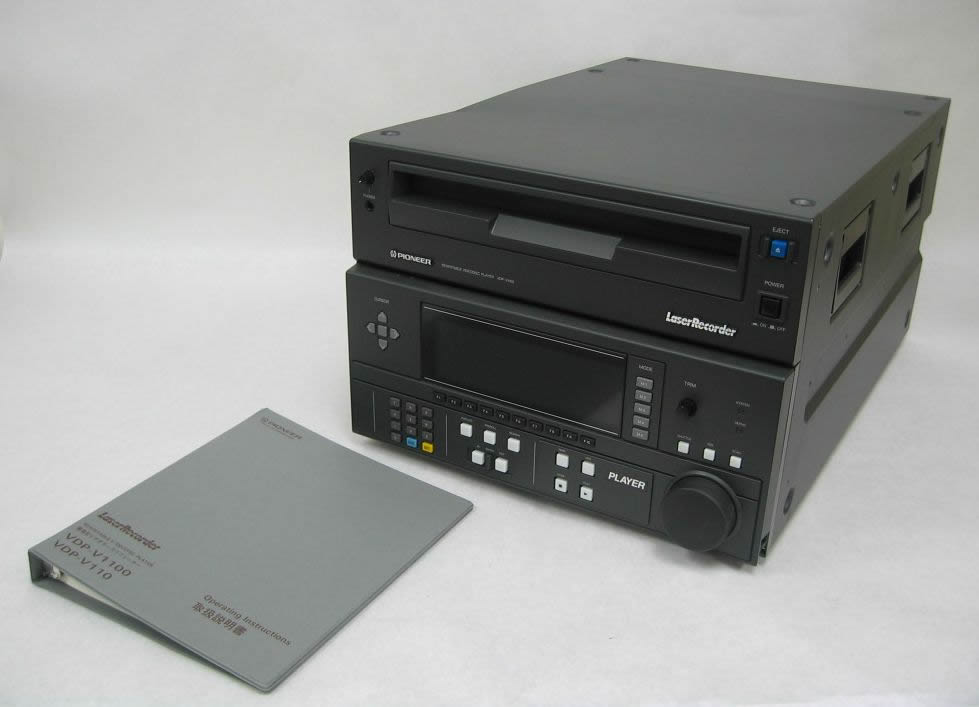
Laserdisc-Recorder

In Japan wurde ab 1992 eine Hi-Vision-LD (oder auch HD-LD / MUSE LD) angeboten. Sie hatte eine noch bessere Bildqualität (HD-TV mit 1035i) gegenüber der normalen LD, setzte sich aber nicht durch und wurde 1997 wieder vom Markt genommen.
Eigene Aufzeichnungen mit Laserdisc-Recordern waren auch möglich, allerdings nur im CAV-Mode. Geräte wie der Sony LVR300 kosteten ungefähr 18.000 US$. Dazu gab es spezielle Rohlinge im Caddy.
Einem breiten Publikum bekannt wurde die Laserdisc durch die Berufsinformationszentren (BIZ) der Bundesagentur für Arbeit, in denen man über viele Jahre Informationsfilme auf Laserdisk („Bildplatte“) ansehen konnte. Es wurde die 30-cm-LP-Version verwendet, die meistens einseitig bespielt war.
Auch zu Schulungszwecken – zum Beispiel bei der Bundeswehr oder der damaligen Deutschen Bundespost, bzw. Deutschen Post AG – wurde die Bildplatte verwendet. Dem Betrachter stand dabei die Möglichkeit offen, interaktiv in den weiteren Verlauf einzugreifen und somit die fortführende Handlung bzw. die folgenden Filmsequenzen (in beschränktem Ausmaß) selbst zu bestimmen. Bei der Deutschen Post AG wurde die Bildplatte Ende der 90er Jahre zugunsten der Video-CD ausgemustert. IBM setzte die Laserdisc zur Schulung ihrer Händler ein. Ein PC mit DOS-Betriebssystem steuerte dabei einen externen Bildplattenspieler.
Einigen ist die Laserdisc auch bekannt durch ihren Einsatz in den Spielhallen-Spielen Dragon’s Lair und Space Ace.
Von 1982 bis 1999 wurden circa 1200 deutschsprachige Spielfilme auf Laserdisc veröffentlicht. Die letzten deutschen LDs erschienen im Herbst 1999. Über die wirklich letzte deutschsprachige Laserdisc gibt es widersprüchliche Angaben:
- cmv-Laservision selbst nennt: Sado (9/1999) zwei Monate nach Die Rückkehr der Zombies (7/1999)
- laser-disc.de nennt: Mike Mendez’ Killers (Laser Paradise) und Schneewittchen (Lime Pictures) (10/1999)

Die weltweit letzte LaserDisc wurde 2001 in Japan hergestellt. Der Titel heißt Tokyo Raiders und wurde am 21. September 2001 veröffentlicht.
Die Veröffentlichung von Star Wars: Episode I auf Laserdisc in Japan war bis zum Erscheinen der normalen DVD-Fassung die einzige erhältliche Fassung dieses Films in Dolby-Digital 5.1 EX.
In dem Film Zurück in die Zukunft II kann man in der Szene, in welcher Marty und Doc Brown Jennifer in der Zukunft betäubt in einer Seitenstraße ablegen möchten, im Hintergrund eine große Menge Laserdiscs sehen, welche anscheinend entsorgt werden sollen.